# Skedaddle Gold
Pour plus de détails, voir Fiche technique et Distribution.
Skedaddle Gold est un film américain réalisé par Richard Thorpe, sorti en 1927.

## Synopsis
Kent Blake, un shérif adjoint, est sur le point de quitter cette fonction pour travailler avec Oakley, qui vient de découvrir une nouvelle veine d'or dans sa mine. Mais il est envoyé par le shérif arrêter des passeurs de drogue à la frontière...

## Fiche technique
- Titre original : Skedaddle Gold
- Réalisation : Richard Thorpe
- Scénario : Frank L. Inghram[1]
- Photographie : Ray Ries
- Production : Lester F. Scott Jr.
- Société de production : Action Pictures
- Société de distribution : Pathé Exchange
- Pays de production :  États-Unis
- Langue originale : anglais
- Format : noir et blanc — 35 mm — 1,37:1 — Film muet
- Genre : Western
- Durée : 5 bobines
- Date de sortie :
  - États-Unis : 31 juillet 1927

## Distribution
- Wally Wales : Kent Blake
- Betty Baker : Wanda Preston
- Bob Burns : le shérif
- George F. Marion
- Harry Todd : Rusty
- Gordon Standing : John Martin